# Крайнє (Євпаторійський район)
Кра́йнє (до 1945 — Тешíй; крим. Teşiy) — село в Євпаторійському районі Автономної Республіки Крим, центр Крайненскої сільради. Розташоване за 23 км від міста Саки.
Найстаріша з письмових згадок про село Тешій, що дійшла до наших днів відноситься до 1773 року. У середині XIX століття в селі з'явилися німецькі, російські та українські переселенці. Напередодні Другої світової війни Тешій був багатонаціональним селом з населенням 269 осіб (у 1939 році). В німецько-радянській війні брали участь 47 жителів села, 19 з них загинули. На честь загиблих односельців в 1965 р. в селі встановлено обеліск. У 1941 році з Тешія було депортовано німецьке, а у 1944 році — кримськотатарське населення. У 1945 році Тешій був перейменований в Крайнє. У післявоєнний період село активно заселялося переселенцями з Росії та України.
До 1991 р. у селі розташовувалась центральна садиба колгоспа "ім. Жданова ", який спеціалізувався на вирощуванні зернових культур і тваринництві. На 1974 р. в Крайньому була восьмирічна школа, дитячий сад-ясла, будинок культури із залом на 400 місць, бібліотека з фондом 9750 книг, фельдшерсько-акушерський пункт, 2 магазини та їдальня. Був пам'ятник В. І. Леніну.

## Динаміка чисельності населення
- 1805 — 76 чол. (Всі кримські татари)
- 1926 — 195 чол. (71 німеців, 48 росіян, 43 кримських татарина, 20 українція, 6 вірменів)
- 1939 — 269 чол.
- 1989 — 926 чол.
- 2001 — 1167 чол.